# فرودگاه راس تنورا
 فرودگاه راس تنورا (به انگلیسی: Ras Tanura Airport) یک فرودگاه خصوصی است که یک باند فرود آسفالت دارد و طول باند آن ۲۱۵۲ متر است. این فرودگاه در شهر راس تنوره کشور عربستان سعودی قرار دارد و در ارتفاع ۱٫۸۳ متری از سطح دریا واقع شده‌است.